# Resolució 2303 del Consell de Seguretat de les Nacions Unides
La Resolució 2303 del Consell de Seguretat de les Nacions Unides fou adoptada el 29 de juliol de 2016. El Consell va establir una missió policial de 228 agents al Burundi políticament inestable. La resolució fou aprovada amb 11 vots a favor. Angola, Xina, Egipte i Veneçuela es van abstenir.

## Context
El propi Burundi no havia demanat la força policial, però tampoc ho va rebutjar. Tot i així, va considerar que la decisió del Consell de Seguretat violava la seva sobirania.
França va considerar la resolució un important pas cap a la recuperació de la pau a Burundi. Es va centrar en un diàleg interburundès, amb un procés de pau basat en els acords d'Arusha. El representant francès també va declarar que el Consell de Seguretat havia après lliçons del passat, referint-se al genocidi ruandès. Va ser França qui havia suggerit enviar agents a Burundi.
El representant estatunidenc va considerar que era lamentable que el Consell de Seguretat no hagués arribat a la unanimitat per una resolució moderada com aquesta, i es va preguntar sobre la voluntat d'actuar per evitar atrocitats. El seu país ha volgut anar molt més enllà d'aquesta resolució. El seu col·lega britànic va dir que un Consell de Seguretat unificat podria enviar un senyal clar al govern de Burundi.
Angola, un dels que s'havia abstingut, va dir que les seves propostes no s'havien tingut prou en compte. Egipte també va parlar d'un "enfocament selectiu" pel que fa al component policial. La Xina va dir que havia d'haver converses amb Burundi sobre els agents a enviar i va assenyalar que la resolució no es referia a la sobirania d'aquest país. Veneçuela també va trobar que la falta d'aprovació del govern de Burundi era un factor important i va advertir que la redacció de la resolució podria minar el procés de pau.

## Antecedents
Després d'una llarga guerra civil entre hutus i tutsis a Burundi, es va adoptar una nova constitució el 2005 que garantia la representació d'ambdues poblacions al parlament. Posteriorment, el hutu Pierre Nkurunziza va ser elegit president. El 25 d'abril de 2015 el seu partit el va nomenar per un tercer mandat. Segons els seus oponents, això era inconstitucional, mentre que els seus partidaris consideraven que el seu primer mandat no comptava perquè no era elegit pel poble, sinó pel parlament.
Hi van seguir setmanes de violentes protestes i atacs, amb algunes morts. El 13 de maig, un general va intentar un cop d'estat, però va fallar. Les seves tropes es van enfrontar amb tropes lleials al president. Després de les eleccions presidencials del 21 de juliol, Nkurunziza va ser nomenat nou president. La violència ètnica va continuar, i el país va acabar en un impasse polític.

## Contingut
La violència a Burundi minava tot el que s'havia aconseguit des de l'any 2000 després dels acords d'Arusha. La violència disminuiria, però l'Oficina de l'Alt Comissariat de les Nacions Unides per als Drets Humans (ACNUDH) va informar de 348 assassinats extrajudicials i unes 651 tortures en un any, principalment per part dls serveis de seguretat. També hi havia inquietud sobre la gran quantitat de nens que havien estat empresonats, sovint a les presons ordinàries, i més de 270.000 persones que havien fugit als països veïns. Alguns nens havien estat arrestats per fer fotos del president Pierre Nkurunziza.
Al maig i juliol de 2016, es van realitzar debats a Arusha sota la mediació de la Comunitat de l'Àfrica Oriental (EAC). A més, la Conferència Internacional de la Regió dels Grans Llacs, la Unió Africana (UA), la Unió Europea i les Nacions Unides també van participar en les negociacions.
El govern de Burundi va acordar augmentar el nombre d'observadors i experts militars de drets humans de la UA a cent cadascun. La població n'estava preocupada pels retards. Només hi havia 32 observadors de drets humans i 15 observadors militars.
Amb la Resolució 2279 el Consell de Seguretat ja havia demanat al secretari general Ban Ki-moon a l'abril que examinés les possibilitats d'una força de policia a Burundi. Ara se li va demanar que creés aquesta missió sota la direcció de Jamal Benomar, cap de l'Oficina del Conseller Especial per a la Prevenció de Conflictes i en consulta amb els observadors de la UA. Un màxim de 228 agents havien de vigilar la situació de seguretat durant un any i assistir a l'ACNUDH.